# Агова махала
Агова махала (на гръцки: Αδελφικό, Аделфико, катаревуса: Αδελφικόν, Аделфикон, до 1927 Άγκω Μαχαλά, Аго Махала) е село в Република Гърция, дем Сяр, област Централна Македония с 526 жители (2001).

## География
Селото е разположено в Сярското поле, югозападно от Сяр, близо до левия бряг на Струма (Стримон).

## История

### В Османската империя
През XIX век и началото на XX век Агова махала е чисто българско чифликчийско селище, числящо се към Сярската каза на Османската империя. В „Етнография на вилаетите Адрианопол, Монастир и Салоника“, отразяваща статистика от 1873 година, Агова махала (Ago-mahala) има 35 домакинства със 118 жители българи. Гръцка статистика от 1886 година показва Аго махалас (Άγκο Μαχαλάς) като село със 150 християни.
В 1891 година Георги Стрезов определя селото като част от Овакол и пише:
| „ | Агова махала, чифлик на серския доктор Атанасаки на ЮЗ от града близу 3 часа. Ако и да е до реката и при същите условия като горните два чифлика, но с усилията на притежателя Агова махала много надминува съседните си села. 30 къщи. | “ |

Според статистиката на Васил Кънчов („Македония. Етнография и статистика“) от 1900 година селото брои 240 жители българи-християни.
В първото десетилетие на XX век населението на Агова махала (Agova-Mahala) е в лоното на Цариградската патриаршия. По данни на секретаря на Българската екзархия Димитър Мишев („La Macédoine et sa Population Chrétienne“) в 1905 година населението на селото се състои от 248 българи патриаршисти гъркомани и 18 цигани. Гръцка статистика от 1908 година показва Аго махале (Άγκο Μαχαλέ) като екзархийско – „210 православни гърци под българския терор“.
Селяните от Агова махала се оплакват до европейските консули и властите осъждат кмета на селото.
При избухването на Балканската война в 1912 година един човек от Агова махала е доброволец в Македоно-одринското опълчение.

### В Гърция
През войната селото е освободено от части на българската армия, но след Междусъюзническата война остава в Гърция. Част от българското му население се изселва в България и на негово място са настатени гърци бежанци. Според преброяването от 1928 година Агова махала е смесено местно-бежанско село със 74 бежански семейства и 344 души бежанци.
В 1952 – 1953 година в центъра на селото е построена църквата „Свети Атанасий“.
| Име       | Име        | Ново име    | Ново име    | Описание                      |
| --------- | ---------- | ----------- | ----------- | ----------------------------- |
| Кьорколак | Κιορκολάκι | Страво Авти | Στραβό Αύτί | местност на С от Агова махала |

### Преброявания
- 1913 – 292 жители
- 1920 – 152 жители
- 1928 – 564 жители
- 1940 – 690 жители
- 1951 – 734 жители
- 1961 – 915 жители
- 1971 – 758 жители
- 1981 – 581 жители
- 1991 – 531 жители
- 2001 – 526 жители[4]

## Личности
Родени в Агова махала
- Стела Соломиду, водеща
- Тодор Карамфилов (1893 – 1913), македоно-одрински опълченец, четата на Дончо Златков, Трета рота на Тринадесета кукушка дружина, загинал в Междусъюзническата война на 22 юни 1913 година[14]